# Miss Monday
Miss Monday（ミス・マンデイ、1976年10月13日 - ）は、北海道出身の元・女性ラッパー。フォーライフミュージックエンタテイメントに所属していた。

## 来歴
2000年6月16日発売のオムニバスアルバム『beatmania III new songs collection』に参加し、ラッパーとしてデビュー。
同年7月21日、インディーズの「id RECORDS」（イド・レコード）より、1stシングル『「もっと...」featuring YoYo-C』をリリース。
2001年より活動の場をエピックレコードジャパンに移し、ジャンルの枠にとらわれないスタイルを標榜し、レゲエアーティストではSLY&ROBBIE、CHAPPIE、Spinna B-ill等、HIP HOPアーティストではMummy-D（RHYMESTER）、GAGLE等、シンガーではLeyona、Soweluなどとコラボレーションを重ねる。
2006年、5月に当時としては珍しい配信のみで発表した新曲「雨虹 -no rain, no rainbow-」が高ダウンロードを記録し、改めてCDで正式発売。毎日放送・TBS系「世界ウルルン滞在記」のエンディングテーマに採用された。6月には4枚目のアルバム「&I」をリリース。
2007年7月にフォーライフミュージックエンタテイメントに移籍し、プロデュースにSoundbreakers（湘南乃風「純恋歌」などを手がける）を迎えたオーガニックチューン“オハナ”“シアワセの種”を連続リリース。“シアワセの種”はJTBのTVCFに採用された。同12月5thアルバム“KISS THE SKY”をリリース。
そして、膨大な量のライブをこなす中制作された「The Light feat. Kj from Dragon Ash, 森山直太朗, PES from RIP SLYME」が完成。先行で配信された着うたが初登場5位のあと、上位をキープし続けた。
2009年1月28日にシングルCD「The Light feat. Kj from Dragon Ash, 森山直太朗, PES from RIP SLYME」をリリース。
2009年4月8日アルバム「Love&The Light(w/a white lie)」発売。オリコンランキングでは過去最高順位を記録している。
2010年3月24日約1年ぶりのリリースとなる「さよなら feat. 菅原紗由理」を発表。菅原紗由理のパートの歌詞もMiss Mondayが手がけた。
2010年5月26日にはKj from Dragon Ashのプロデュースによる「Life is beautiful feat. キヨサク from MONGOL800, Salyu, SHOCK EYE from 湘南乃風」を発表。
同年6月23日自身通算8枚目のアルバムとなる「Beautiful」をリリース。ヒットシングル「The Light feat. Kj from Dragon Ash, 森山直太朗, PES from RIP SLYME」のセルフリミックスを収録。
同年9月11日、Miss MondayのマネージメントとライブDJを長年務めていたU.M.E.D.Y.と結婚（後に死別）。
2011年、EP「一緒懸命」をリリース。このEPには表題曲の他、SEAMO本人を招いてヒット曲「マタアイマショウ」へのアンサーソング「マタアイマショウ in respect for SEAMO」、サッカーの長友佑都の公式応援ソング「Run The World -意思のあるところに道あり-」、DJ HASEBEによる「あなたに出会って feat. YU-A」など収録され、7曲入りの豪華な内容に。
また「一緒懸命」リリースに伴い、全国47都道府県を廻る音楽行脚を開始。
3ヶ月にわたる全国行脚中に制作した曲群を収録したアルバム「&U」を2011年7月リリース。i Tuneチャートのランキングで上位に食い込むなどスマッシュヒットとなった。温かいトラック、リリック、RAP、歌声で彩られた1枚になっている。
また独自の活動の他「東京RAGGA BLAZE」「渋谷RAGGA COLLECTION」シリーズにレギュラー参加。
レゲエシーンからも高い評価を受けている。
静と動のHIP-HOP STYLEを自由自在に表現する唯一無二のアーティスト。
2018年6月、育児のためインディーズデビュー日の7月21日をもってステージから退くことを発表。裏方としての制作やサポートは今後も続けるとしている。

## ライブスタイル
基本のスタイルは1MCと1DJによるものだが、バンドスタイルで披露するケースや、ギタリストやキーボーディストとの最小セットによるアコースティックでのライブも頻繁に行われている。またBAGDAD CAFE THE trench townなど他アーティストをバックに従えてのライブも多い。最近では本人もギターをプレイし、ギター＋ラップというライブスタイルもみせている。

## オハナ／087
自分のファンを「オハナ」と呼ぶ。オハナとはハワイの言葉で「家族」や「仲間」「大切な友人」を表す言葉。同名の曲もライブで頻繁に披露される。

## 人柄
共演しているMummy-D、童子-T、SPICY CHOCOLATEらからは「必要以上に礼儀正しい」と評されている。本人も「逆によそよそしいと誤解されることも多い」と話している。また人見知りな側面もあり、クラブなどでの人付き合いが重要とされているHIPHOPシーンでは「デビュー当時は苦労した。そういうことが苦手な分、良い曲作り／良いライブをすることに専念した」と明かした。

## 全国47都道府県音楽行脚
デビューから10年が経ち、あらたなシーズンに突入するにあたって「全国47都道府県音楽に出来ることを探す旅」を敢行。沖縄をスタートにゴールまで約３ヶ月、北海道と沖縄以外は全て自家用車で廻った総走行距離は20000kmに及んだ。フェス系イベントからインストアイベント、スタジオライブからストリートでのライブまで、テーマ曲「一緒懸命」を披露した回数は200回を越えた。

## ディスコグラフィ

### シングル
| 枚   | リリース日                                 | タイトル                                                                        | オリコン最高順位 | 販売生産番号                                |
| ---- | ------------------------------------------ | ------------------------------------------------------------------------------- | ---------------- | ------------------------------------------- |
| 1st  | 2000年7月21日                              | 「もっと...」featuring YoYo-C                                                   | ---位            | CD：IDRE-MS1001、12inch：IDRE-A1001         |
| 2nd  | 2000年12月8日                              | JIKAN RYOKOU                                                                    | ---位            | CD：IDRE-MS1002、12inch：IDRE-A1002         |
| 3rd  | 2001年11月21日                             | MONDAY FREAK                                                                    | 100位            | CD：ESCL-2275、12inch：SYUM-0199            |
| 4th  | 2002年2月20日                              | Lady meets girl                                                                 | ---位            | CD：ESCL-2295、12inch：SYUM-0220            |
| 5th  | 2002年5月9日（CD）、同年5月30日（12inch）  | まもなく、晴れ feat.玲葉奈                                                      | 65位             | CD：ESCL-2306、12inch：SYUM-0224            |
| 6th  | 2002年7月24日（CD）、同年8月29日（12inch） | Soul Flower                                                                     | 59位             | CD：ESCL-2324、12inch：SYUM-0230            |
| 7th  | 2003年4月9日                               | Curious                                                                         | 96位             | CD：ESCL-2397、12inch：SYUM-0243            |
| 8th  | 2003年5月21日（CD）、同年5月23日（12inch） | Playground feat.HUNGER                                                          | ---位            | CD：ESCL-2413、12inch：SYUM-0246            |
| 9th  | 2004年3月10日                              | Roots feat.Spinna B-ill                                                         | 155位            | ESCL-2503、ESCL-2731                        |
| 10th | 2004年6月23日                              | 暁ニ想フ feat.Sowelu                                                            | 124位            | ESCL-2554、ESCL-2734                        |
| 11th | 2004年9月10日（12inch）、同年10月6日（CD） | 君に出逢えてありがとう                                                          | 100位            | 12inch：SYUM-0271、CD：ESCL-2597、ESCL-2737 |
| 12th | 2006年5月24日                              | 雨虹 -no rain, no rainbow-                                                      | 76位             | ESCL-2832                                   |
| 13th | 2007年7月18日                              | オハナ                                                                          | 185位            | FLCF-4186                                   |
| 14th | 2007年10月3日                              | シアワセの種                                                                    | 165位            | FLCF-4197                                   |
| 15th | 2009年1月28日                              | The Light feat.Kj from Dragon Ash,森山直太朗, PES from RIP SLYME                | 17位             | FLCF-4267                                   |
| 16th | 2010年3月24日                              | さよなら feat.菅原紗由理                                                        | 61位             | FLCF-4326                                   |
| 17th | 2010年5月26日                              | Life is beautiful feat. キヨサク from MONGOL800, Salyu, SHOCK EYE from 湘南乃風 | 41位             | FLCF-4333                                   |
| 18th | 2011年5月25日                              | 一緒懸命                                                                        |                  | FLCF-4368                                   |

### アルバム

#### オリジナルアルバム
| 枚  | リリース日    | タイトル                         | オリコン最高順位 | 販売生産番号 |
| --- | ------------- | -------------------------------- | ---------------- | ------------ |
| 1st | 2002年3月6日  | Free ya                          | 49位             | ESCL-2299    |
| 2nd | 2003年4月23日 | NATURAL                          | 30位             | ESCL-2402    |
| 3rd | 2004年11月3日 | miss rainbow                     | 40位             | ESCL-2602    |
| 4th | 2006年6月21日 | &I                               | 39位             | ESCL-2843    |
| 5th | 2007年12月5日 | KISS THE SKY                     | 197位            | FLCF-4205    |
| 6th | 2009年4月8日  | Love & The Light (w/a white lie) | 23位             | FLCF-4273    |
| 7th | 2010年6月23日 | Beautiful                        | 99位             | FLCF-4339    |
| 8th | 2011年7月13日 | &U                               |                  | FLCL-4369    |

#### ベストアルバム
| 枚  | リリース日    | タイトル        | オリコン最高順位 | 販売生産番号         |
| --- | ------------- | --------------- | ---------------- | -------------------- |
| 1st | 2007年7月18日 | FOOTSTAMP vol.1 | 91位             | ESCL-2982/3 (CD+DVD) |

### その他
- beatmania III new songs collection(2000年6月16日)
  - 19.BADBOY FLYGIRL (game size) / Miss Monday&GURY
  - 25.BADBOY FLYGIRL (full size) / Miss Monday&GURY
- ZOOCO「Love Education」（2001年3月1日）
  - 1.Respect Me feat.Miss Monday
- kazami「Sprout」（2003年10月22日）
  - 4.Sprout featuring Miss Monday
- オムニバス「スズキマニア 鈴木雅之トリビュートアルバム」（2004年2月25日）
  - 4.Dry・Dry / Miss Monday feat.Martin
- オムニバス「SSS (Say Safe Sex)」（2004年11月25日）
  - 2.Can I get a touch 〜あなたに触れたい〜 / B Fresh feat.Miss Monday
- 中林芽依「Sympathy」（2005年8月3日）
  - 2.Can't Get'em Enough
- オムニバス「DANCE HALL PREMIER presents PREMIER LOVERS」（2005年10月19日）
  - 8.Boi, I wanna be ya NO.1 / Miss Monday & RICKIE G
- MAX「Jewel of Jewels」（2006年2月22日）
  - 3.What's going on
- オムニバス「DANCEHALL PREMIER presents REGGAE MILLION III」（2006年4月19日）
  - 2.解放区　/　Miss Monday & SOLDIER
- オムニバス「1998〜2005 COMPILATION ALBUM ALL STARS」（2006年5月24日）
  - 1.PUMP IT UP 〜未来に繋げB-BOYスタンス〜 feat.MURO, LITTLE, Miss Monday, BOY-KEN, 山田マン, CRAZY-A, CAKE-K
  - 5.Can I get a touch 〜あなたに触れたい〜 feat.Miss Monday, M2 from Never Land, Back On, Naomi, 山田マン from ラッパ我リヤ, CAKE-K
- Foxxi misQ「GLOSS」（2007年6月27日）
  - 13.Party Booty Shake feat.Miss Monday
- SPICY CHOCOLATE「東京RAGGA BLAZE」（2007年7月2日）
  - (DISC-1) 5.UNCHAINED TRIBE / LISA & Miss Monday
- SPICY CHOCOLATE「東京RAGGA BLAZE 2」（2008年7月9日）
  - (DISC-1) 9.DANCEHALL JUNGLE / VERBAL from m-flo & Miss Monday
- オムニバス「COTATSU REGGAE」（2008年12月3日）
  - 2.上を向いて歩こう
- オムニバス「SPARKS」（2009年4月29日）
  - 2.いまから帰る / Miss Monday + TARO SOUL + SONOMI
- SPICY CHOCOLATE「東京RAGGA BLAZE 3」（2009年6月24日）
  - (DISC-1) 13.本当は今でも… feat.DABO & Miss Monday
- SPICY CHOCOLATE「東京RAGGA LOVERS」（2010年1月27日）
  - (DISC-1) 3. 雪ノ降ル街デ feat.Miss Monday & HOKT from N.C.B.B
  - (DISC-1) 9. 鼓動 feat.KEN-U, MUNEHIRO, Miss Monday, DABO, 卍LINE, TONY the WEED
- Sweep「LOVE BEATS」（2010年3月24日）
  - 4. Sweep×DJ MITSU THE BEATS / Better days feat. Miss Monday
- SPICY CHOCOLATE「東京RAGGA BLAZE BEST」（2010年7月21日）
  - (DISC-1) 1. TOKYO RAGGA BLAZE BEST ANTHEM feat. Miss Monday
- SPICY CHOCOLATE「東京RAGGA LOVERS 2」（2011年4月13日）
  - (DISC-1) 2. ハートフル フレンド feat.Miss Monday & 紗羅マリー
- SPICY CHOCOLATE「渋谷 RAGGA SWEET COLLECTION」（2011年9月14日）
  - (DISC-1) 10. SHIBUYA DREAM feat.Miss Monday & SIMON
- SPICY CHOCOLATE「渋谷純愛物語」(2014年10月22日）
  - 11. Love is the answer feat. MUNEHIRO & Miss Monday[2]